# 高橋孝輔
高橋 孝輔（たかはし こうすけ、1983年12月18日 - ）は、日本の俳優。福岡県久留米市出身。

## 来歴
久留米市立青陵中学校を経て、久留米市立久留米商業高等学校卒業。養成所ジャパン・アーチスト・オフィス出身である。
特技は書道、絵画。書道では映画や舞台の題字、劇中の書道担当も行っている。

## 出演

### テレビドラマ
- 死ぬかと思った（2007年、日本テレビ） - 第10話 - 細山 役
- 仮面ライダー電王（2007年、テレビ朝日） - 第39話 - パンダラビットイマジンの契約者 役
- レムの食事（2008年、BS11） - 渡辺宏 役
- ぴったんこバスジャック事件（2009年、TBS） - 伊賀倉満男 役
- 科捜研の女 第15シリーズ 第15話 - 最終話（2016年3月10日、テレビ朝日） - 作業員 役
- 土曜ワイド劇場「深層捜査1」（2017年3月11日、テレビ朝日） - 向島秀之 役

### 映画
- 闇を駆け抜けろ!（2007年、戸梶圭太監督） - 主演・倉木澄夫 役（夕張国際映画祭招待作品）
- たとえ世界が終わっても（2007年、野口照夫監督） - 妙田荘住人 役
- 夕映え少女（2008年、船曳真珠監督） - 画学生 役
- 夢まで百億光年（2008年、戸梶圭太監督） - 井上助清 役
- クレーマー（2008年、金子大志監督） - 準主役・ナイトウ 役
- 制服サバイガール（2008年、金子大志監督） - 尾崎賢介 役
- GOEMON（2009年、紀里谷和明監督）
- スラッカーズ 傷だらけの友情（2009年、渡邊貴文監督） - 青木 役
- 煙をめぐる冒険（2010年、秋本健樹監督） - 屋敷信之 役
- Noiru（2010年、秦恵梨子監督） - 前田 役
- くるくる、ぱぁ（2010年、葛上昇悟監督） - 田代拓海 役
- くノ一忍法帖 〜月の影〜（2011年、菱沼康介監督） - 山城十太夫 役
- SRサイタマノラッパー ロードサイドの逃亡者 （2012年、入江悠監督）
- コルセット（2012年、林知亜季監督）
- Picnic（2012年、林知亜季監督） - 主演
- 闇金ウシジマくん（2012年、山口雅俊監督） - 石塚舎弟 役
- ケンとカズ（2016年、小路紘史監督） ※第28回東京国際映画祭 日本映画スプラッシュ部門 作品賞受賞
- 幸福のアリバイ〜Picture〜（2016年、陣内孝則監督）

### 舞台
- お〜い!竜馬（2006年、新宿シアターサンモール） - 上士 役
- みどりのおばさん現る!（2006年、東京芸術劇場） - ダダ 役
- ないでこ（2007年、下北沢「劇」小劇場） - ゾンビ 役
- Aくんメモ/帝の音、夜に華やぐ怒り…（2007年、新宿シアターモリエール） - 上田康平 役
- その瞬間を抱きしめたい（2007年、彩の国さいたま芸術劇場） - 主演・霧本拳 役
- その瞬間を抱きしめたい（2008年、萬劇場）　- 主演・霧本拳 役 ※第20回池袋演劇祭豊島区長賞受賞作品
- 物言わぬヒーローたち（2009年、彩の国さいたま芸術劇場） - 主演・コタロー 役
- MIMICRY（2010年、新宿アシベ会館） - 主演・鴻玲央 役
- CHORIKO（2010年、新宿アシベ会館） - 準主役・荘輝輝 役
- TIC-TAC（2010年、新宿アシベ会館） - 準主役・揚雪竹 役
- ZIPPY（2012年、新宿アシベ会館） - 準主役・遠呑裏穏 役
- ANTITHESE（2014年、pit北 区域） - 主演・派連鉄妻 役
- 菊次郎とさき（2015年、EXシアター六本木 他 全国16都市公演）
- 嫁も姑も皆幽霊（2015年、三越劇場） - 三木陽介 役
- 極楽町一丁目 -嫁姑千年戦争-（2016年、シアター1010 他 全国15都市公演）

## 書道・題字
- 池田屋・裏（舞台、2009年・2012年） - 題字
- 物言わぬヒーローたち（舞台、2009年） - パンフレット題字
- 浅井企画祭り 2010（イベント、2010年） - ポスター題字
- 人怒-THEnd-（映画、2011年） - 題字
- くノ一忍法帖 〜月の影〜（映画、2011年） - 題字
- 祇園の姉妹（明治座、2016年） - 題字